# Gromia sphaerica
Gromia sphaerica é uma espécie de amibas testáceas grande e esférica. É um organismo unicelular classificado entre o protistas e é o maior no gênero Gromia.